# Nilus marginatus
Nilus marginatus is een spinnensoort in de taxonomische indeling van de kraamwebspinnen (Pisauridae).
Het dier behoort tot het geslacht Nilus. De wetenschappelijke naam van de soort werd voor het eerst geldig gepubliceerd in 1888 door Eugène Simon.